# Herdarnas tillbedjan (Giorgione)
Herdarnas tillbedjan är en oljemålning av den italienske renässanskonstnären Giorgione. Den målades 1505–1510 och ingår sedan 1939 i National Gallery of Arts samlingar i Washington.
Giorgione har alltid ansetts vara en av renässansens största konstnärer, och en vars inflytande på följande generationer av målare var betydande. Trots all hans berömmelse är mycket lite känt om hans korta liv; han dog i pesten 1510. Han studerade till en början hos Giovanni Bellini och såväl Tizian som Sebastiano del Piombo tros ha tjänstgjort som elever i hans verkstad.
Herdarnas tillbedjan är en av ganska få tavlor vars attribuering till Giorgione anses vara klarlagd. Kompositionen är uppdelad i två delar, med en mörk grotta till höger och ett lysande venetianskt landskap till vänster. Alla avbildade vara försjunkna i djup andakt och känslan av att en andlig händelse äger rum är stark.
Herdarnas tillbedjan är en episod i Nya testamentet som inträffade vid tiden för Jesu födelse. I Lukasevangeliets andra kapitel (2:8–20) berättas att Herrens ängel uppenbarade sig inför några herdar utanför Betlehem. Ängeln förklarade för herdarna: Var inte rädda. Jag bär bud till er om en stor glädje, en glädje för hela folket. Idag har en frälsare fötts åt er i Davids stad, han är Messias, Herren. Och detta är tecknet för er: ni skall finna ett nyfött barn som är lindat och ligger i en krubba. Herdarna begav sig till Betlehem där de fann Jungfru Maria, Josef och det nyfödda Jesusbarnet i krubban. 